# San Sebastián (Guatemala)
San Sebastián è un comune del Guatemala facente parte del dipartimento di Retalhuleu.